# Spominski znak Šentilj
Spominski znak Šentilj je spominski znak Slovenske vojske, ki je podeljen veteranom TO RS za zasluge pri spopadu za Šentilj med slovensko osamosvojitveno vojno.

## Nosilci
- seznam nosilcev spominskega znaka Šentilj